# Marchia (Adelsgeschlecht)

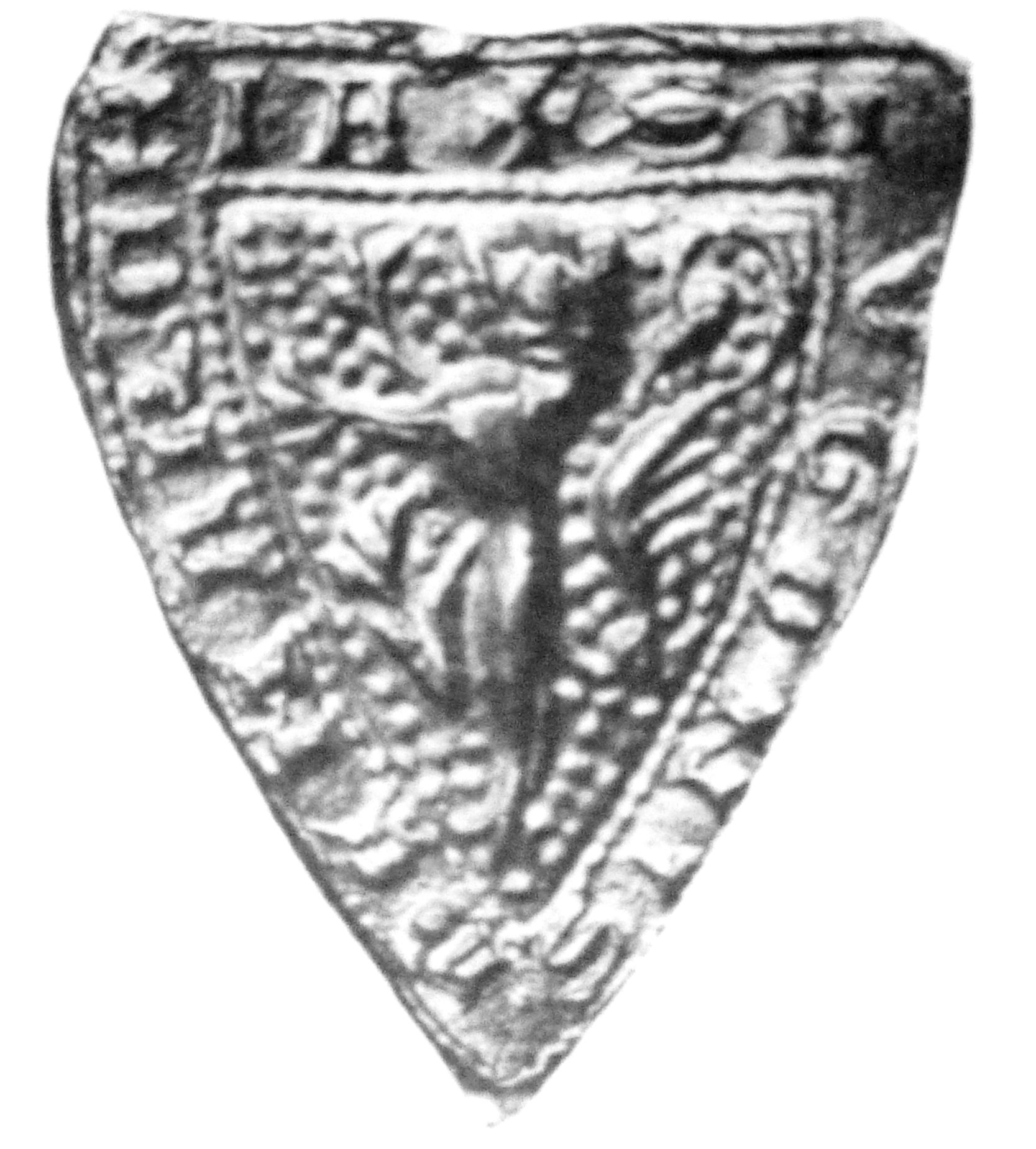
Siegel des Hugo de marchia (1320)

Marchia oder von der Marck ist der Name eines alten Adelsgeschlechts im Eichsfeld im südlichen Niedersachsen und Nordthüringen.

## Geschichte
Ob sie ihren Namen von dem Ort Marke südwestlich des Harzes übernahmen und sich im 12. Jahrhundert im Untereichsfeld niederließen oder von der Goldenen Mark (aurea marchia) bei Duderstadt ableiteten, ist nicht bekannt. Als erster wird im Jahr 1189 ein Bruno von Marchia erwähnt.
Mitglieder des Adelsgeschlechts waren als Ministeriale des Quedlinburger Stiftes in der Mark Duderstadt begütert und mit weiteren Gütern und Ländereien verschiedener Grafen belehnt. Ende des 13. Jahrhunderts wurden größere Teile ihres Eigentums im Untereichsfeld an die von Westernhagen verkauft oder verpfändet und die Familie verlagerte ihren Mittelpunkt ins Obereichsfeld. Wann die Adelsfamilie erloschen ist, ist nicht genau bekannt, in der Mitte des 14. Jahrhunderts wurden letztmals Mitglieder der Familie erwähnt.
Es bestand eine unmittelbare Stammesverwandtschaft mit der untereichsfeldischen Adelsfamilie von Westernhagen. Vermutlich sind die von Westernhagen sowie die von Immingerode, Berlingerode und Etzenborn agnostisch aus der Familie von der Mark hervorgegangen.

## Wappen
Das Wappen bzw. Siegel zeigt einen aufsteigenden Löwen und ist identisch mit dem Wappen derer von Westernhagen.

## Vertreter des Adelsgeschlechtes
Nachfolgend einige Vertreter der Adelsfamilie:
- Bruno stiftet 1189 die Pfarrkirche in Teistungen
- Hugo ist 1204 Zeuge des Verkaufs des Zehnten von Teistungenburg, Ferna, Ickendorf, Teistungen und Wintzingerode vom Kloster Lippoldsberg an das Kloster Pöhlde
- Hugo de Marchia
  - 1287 verschenkt Hugo zwei in der Nähe von Teistungenburg gelegene Mühlen dem Kloster[6] (ob die bis ins 20. Jahrhundert existierende Obere Klostermühle und Untere Klostermühle von Teistungenburg damit gemeint sind, ist nicht bekannt)
  - 1291 Hugo de Marchia und Conrad von Rusteberg bekommen von Ludwig Graf von Everstein das halbe Dorf Woldesha und 10 Hufen Land in Ekeneberge und Hagen zu Lehen[7]
  - 1297 verkauft er dem Kloster Teistungenburg Güter in Teistungen, Nesselröden, Rosenthal und den Wald Stäpe, die er von den Grafen von Lutterberg zu Lehen hat
  - 1290, 1300 ist er Burgmann auf der Burg Scharfenstein[8]
  - 1300 verkauft mit seiner Gattin Gisla und seinen Söhnen Heinrich, Arnold, Hugo und Otto das Dorf Kirrode an das Kloster Reifenstein
  - 1301 besaß Hugo Güter in Weidenhausen und Borne[9]
- Anfang des 14. Jahrhunderts ist ein Fräulein von Marchia im Kloster Teistungenburg[10]
- 1330 Hugo (vermutlich der Sohn von Hugo) tritt dem Kloster Teistungenburg mehrere Höfe in Teistungen ab und verzichtet 1338 zu Gunsten der Äbtissin zu Quedlinburg auf Güter in Teistungen
  - 1356 Hugo (und Otto) verkaufen denen von Westernhagen ihr Gut in Nesselröden[11]
- Bruno 1355, im Kloster Reinhausen
- 1366 Gela von der Mark und ihr Sohn Otto verkaufen ihren Teil am Odenberg und Dietzenrode an die Herren von Hanstein[12]